# Мати, Карл
Карл Мати (нем. Karl Mathy; 17 марта 1807, Мангейм — 3 февраля 1868, Карлсруэ) — баденский государственный деятель, журналист, политик, издатель, банкир.

## Биография
Родился в Мангейме. Изучал право и политологию в Гейдельбергском университете, в 1829 году поступил на работу в Баденское министерство финансов.
С 1830 года был увлечён революционными идеями, за свою статью Zeitgeist в 1834 году подвергся преследованиям за свободомыслие и должен был оставить баденскую службу; уехал в Швейцарию, где работал в Jeune Suisse и был одно время школьным учителем в кантоне Золотурн. Когда в 1840 году были устранены препятствия к возвращению его на родину, он был избран членом баденской палаты депутатов, где часто выступал против правительства. Основал в 1844 году «Deutsche Zeitung» с целью содействовать осуществлению идеи национального объединения Германии под властью конституционного монарха.
Держась этой точки зрения, Мати открыто противодействовал крайней партии. В 1848 году он принимал деятельное участие как в собраниях, предшествовавших созыву франкфуртского парламента, так и в нём самом. На собраниях в Готе и Эрфурте он старался спасти, что возможно, из имперской конституции. Призванный встать во главе баденского министерства финансов (26 мая 1849 года), но уже через несколько дней (3 июня) отставленный от должности, Мати занялся банковскими делами.
В 1854 году он стал ведущим сотрудником частного банка нем. A. Schaaffhausen’scher Bankverein в Кёльне — первого банка Германии, основанного на акционерных принципах. В 1855 году Мати возглавил также берлинский банк Disconto-Gesellschaft, участвуя в основании его дочернего банка в Готе нем. Gothaer Privatbank и став его первым директором (1857—1859). С 1859 года он руководил лейпцигским банком Allgemeine Deutsche Credit-Anstalt (1859).
В 1862 году он был вновь назначен министром финансов, а затем и министром торговли. Когда в 1866 году в Бадене взяли перевес сторонники войны с Пруссией, Мати 30 июня подал в отставку, но уже 27 июля вновь стал во главе министерства. В последующие годы он неутомимо стремился к поднятию благосостояния страны и к введению в ней таких же военных учреждений, какие существовали на севере Германии.